# Gabriel Marcel

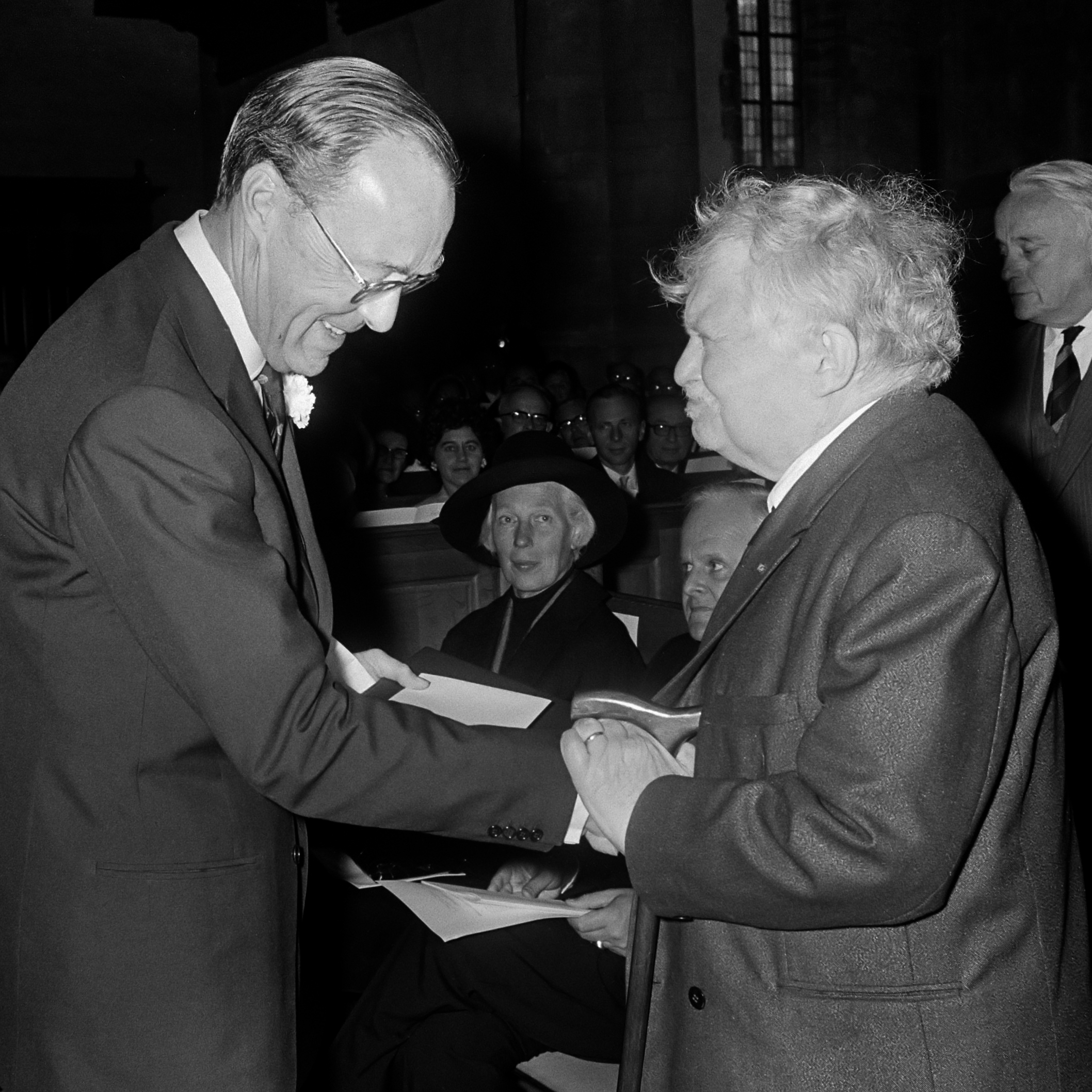
Gabriel Marcel (po prawej) przyjmuje Nagrodę Erazma w 1969)

Gabriel Honoré Marcel (ur. 7 grudnia 1889 w Paryżu, zm. 8 października 1973 tamże) – francuski filozof, myśliciel religijny, wykładowca, dramaturg, krytyk literacki. Współtwórca i jeden z głównych przedstawicieli egzystencjalizmu chrześcijańskiego.

## Życiorys
Pochodził z rodziny indyferentnej religijnie. Jego ojciec, początkowo katolik, stał się agnostykiem. Zajmował wysoką pozycję społeczną. Przez jakiś czas był francuskim posłem w Szwecji, a następnie dyrektorem Biblioteki Narodowej i Muzeum Narodowego. Pochodząca z rodziny żydowskiej matka zmarła, gdy Marcel miał cztery lata, a jego wychowaniem zajęła się nawrócona na protestantyzm ciotka, druga żona ojca, kobieta o zdecydowanych przekonaniach moralnych.
Wysoka pozycja społeczna jego ojca dała mu szerokie możliwości kształcenia i podróżowania. Mając osiem lat, Marcel spędził rok z ojcem w Sztokholmie. Po powrocie do Paryża został posłany do prestiżowego liceum Carnota. Mimo niezwykłych zdolności, czuł niechęć do systemu wychowawczego, któremu podlegał. Uciekał przed nim w świat muzyki i wyobraźni, co zaowocowało bardzo wcześnie pisaniem sztuk teatralnych. Po ukończeniu nauki w liceum udał się na Sorbonę, gdzie w 1910 roku otrzymał agrégation z filozofii. Poszukując zaginionych żołnierzy, doświadczał boleśnie tragedii wojennej. Doświadczenie zdobyte podczas pracy we francuskim Czerwonym Krzyżu podczas I wojny światowej, gdzie pracował jako niezdolny do walki z powodu wątłego zdrowia, utwierdziło go w przekonaniu, że abstrakcyjna filozofia jest odległa od konkretnej ludzkiej egzystencji. Już w roku 1914 opublikował artykuł pod tytułem Existence et objectivité, w którym przedstawił istotne tezy swej filozofii. Również w 1914 roku powstała pierwsza część Dziennika metafizycznego, który zostanie opublikowany w całości w roku 1927. Stanowi on główne dzieło autora, tak różnorodne i wielowątkowe, że nie w sposób ująć go w schemat czy system. Jest ono fundamentem jego myśli, nieustannie kontynuowane i rozwijane przez całe jego życie. Po wojnie Marcel przez kilka lat uczył filozofii w rozmaitych liceach, lecz przeważnie był człowiekiem wolnego zawodu. Był pisarzem publikującym dzieła filozoficzne oraz sztuki. Działał jako krytyk literacki, dramatyczny i muzyczny. „Jego filozoficzne refleksje zwykle poprzedza jakaś sztuka teatralna [ale to nie] teatr jest u niego wyrazem filozofii, ale filozofia wyrazem treści teatralnych”. Czterdziesty rok życia staje się dla niego momentem przełomowym. W Testamencie filozoficznym z roku 1968 wyznał:
Przez długie lata musiałem (…) pozostawać w paradoksalnej sytuacji tego, kto bardzo głęboko wierzy w wiarę innych, ale kto nie może powiedzieć w sumieniu, że jest to jego wiara.
23 marca 1929 roku przyjął więc chrzest w Kościele Katolickim, który kończy pewien etap jego życia. Trudnym doświadczeniem które zmusiło go do wzmożonych poszukiwań stała się dla niego kolejna wojna. Jego filozoficzne zmagania z tego okresu znaczą takie dzieła, jak: druga część wspomnianego Dziennika metafizycznego; Być i mieć z roku 1935; Od sprzeciwu do wezwania wydane w roku 1940 i, w cztery lata później, Homo viator. Pewna próba syntezy jego myśli i jednocześnie stanowiąca jej szczyt znajduje się w Tajemnicy bytu z roku 1951. Jego twórczość doczekała się uznania. Nie można chociażby nie wspomnieć o mniejszych pracach autora, które nie doczekały się polskiego tłumaczenia. Są to wydane po wojnie, Homo viator: Człowiek problematyczny z 1955 roku oraz Obecność i nieśmiertelność z roku 1959. W międzyczasie jego troska zwrócona ku diagnozie współczesności zaowocowała pracami takimi, jak: Ludzie przeciwko człowieczeństwu i Zmierzch mądrości. Wśród wielu rozpraw i artykułów na szczególną uwagę zasługuje słynny dodatek do dramatu Rozbity świat pod tytułem Pozycja i konkretne przybliżenia metafizyki, oraz Dar i wolność. Został nagrodzony przez Akademię Francuską Wielką Nagrodą Literacką, jak również Nagrodą Goethego, a w roku 1958 został nagrodzony Narodową Nagrodą Literacką. W latach 1949 do 1950 wygłaszał wykłady Giffordowskie w Aberdeen. Był członkiem Instytutu Francji. Zmarł 8 października 1973 roku w Paryżu.

## Historyczny kontekst filozofii Gabriela Marcela

### Filozofia egzystencjalna
Filozofia egzystencjalna to styl filozoficzny ujmujący człowieka jako egzystencję, bądź w szerszym sensie prąd kulturowo-społeczny powiązany z postawą egzystencjalną, którą wyrażała m.in. literatura piękna. Mimo że filozofia egzystencjalna przybierała również charakter ruchu kulturowego, to swoje podstawowe znaczenie znalazła w filozofii. Stanowiła reakcję na kartezjański racjonalizm, panlogizm Hegla, pozytywizm, a także scjentyzm i naturalizm. Na filozofię egzystencjalną wpływały również zjawiska kulturowe, takie jak m.in. instytucjonalizm, formalizm, stechnicyzowana kultura masowa, a także kryzys wartości i sensu po dwóch wojnach światowych. Egzystencjalizm nawiązuje do szeroko pojętego antropocentryzmu, przybliżając byt ludzki jako skończony i konkretny. Widzi go jako jednostkę moralną, a w swej istocie tragiczną i paradoksalną. W ten sposób nawiązuje do myśli Sokratesa, stoicyzmu, B. Pascala, myśli romantycznej, a także do takich myślicieli, jak m.in. F. Nietzsche, H. Bergson oraz szkoły fenomenologicznej. Ze źródeł pozafilozoficznych na uwagę zasługują niektóre księgi biblijne i pisma Augustyna z Hippony. Swój wpływ na egzystencjalizm wywarła również teologia protestancka. Kierkegaard używa go w kontekście idealizmu Hegla i teologii luterańskiej. Egzystencjalizm chrześcijański wystąpił w kontekście teologii prawosławnej w twórczości N. Bierdiajewa i L. Szestowa, a w kontekście katolickim u G. Marcela. Egzystencjalizm swoistą postać przyjmuje w myśli K. Jaspersa, M. Heideggera czy J.P. Sartre’a. Przedstawicielami tego nurtu są ponadto: N. Abbagnano, E. Mounier, O. Bollnow, M. de Unamuno, P. Wust. Cechy charakterystyczne filozofii egzystencjalnej to: asystemowość, negatywność, subiektywizm, niedefiniowalność, autentyzm egzystencji itp. Po II wojnie światowej, ten egzystencjalny nurt społeczno-kulturowy wywarł wpływ na kształt nowego humanizmu, etyki, a także teologii, psychologii, filozofii społecznej, prawa oraz teorii literatury.

### Próba klasyfikacji
„Użyłem określenia egzystencjalizm, ale rzecz jasna w sposób prowizoryczny i z zamiarem natychmiastowego nieposługiwania się nim”. W świetle tych słów Gabriela Marcela, wypowiedzianych w Wiedniu w 1968 roku, można mieć wątpliwości, odnajdując tego autora w encyklopedii pod hasłem „egzystencjalizm”. Choć lepiej to określenie odrzucić, jak czynił to sam Marcel, to jednak bardzo często spotkamy się z tego typu klasyfikacją. F. Copleston zauważył, że czynił to nawet J.P. Sartre w swoim wykładzie zatytułowanym Egzystencjalizm jest humanizmem, w którym dokonał klasyfikacji egzystencjalizmu na chrześcijański i ateistyczny. Z kolei S. Kowalczyk powiedział o panoramie nurtów egzystencjalizmu. W innym miejscu Marcel dobitnie protestuje przeciwko „żałosnemu nieporozumieniu, które spowodowało okropne słowo egzystencjalizm”. W poszukiwaniu własnej „etykiety” zgadza się ostatecznie na określenie neosokratyzm, ewentualnie sokratyzm chrześcijański.
Tymczasem niekiedy określano go jako empirystę, biorąc pod uwagę fakt, że w swoich analizach wychodzi od doświadczenia, oraz że jego analizy nie mają charakteru czysto dedukcyjnego. Powiązanie empiryzmu z redukcyjną analizą D. Hume’a sprawia, że stosowanie tego terminu do francuskiego myśliciela byłoby nieuprawnione. Mimo że Marcel rozwija coś w rodzaju analizy fenomenologicznej, to określenie go jako fenomenologa byłoby również niewłaściwe. Nie był uczniem E. Husserla ani żadnego innego fenomenologa. Jego filozofia nie mieści się w ramach żadnej dotychczasowej szkoły. W polskiej literaturze spotykamy konsekwentne określanie go jako chrześcijańskiego egzystencjalisty.

### Kontekst filozoficzny
Analiza wszystkich podstawowych kategorii filozoficznych Gabriela Marcela, takich, jak m.in. nadzieja, nie może przebiegać w oderwaniu od charakterystycznego kontekstu zwłaszcza równoległych kierunków filozoficznych. Jego biografia ukazuje wyraźnie, że religijna filozofia Marcela kształtowała się od samego początku w polemice z różnymi odmianami europejskiego racjonalizmu. Już na wydziale filozoficznym Sorbony, na który wstąpił w roku 1906, spotkał się z silnym frontem idealizmu w postaciach I. Kanta, J.G. Fichtego, G.W.F. Hegla oraz L. Brunschvicga. W dwa lata później słuchał wykładów H. Bergsona w Collège de France. W ostatnich latach na Sorbonie znajdował się pod wpływem lektur F.W.J. Schellinga i Coleridge'a. Zetknął się również z angielskim idealizmem dzięki lekturze neoheglisty F.H. Bradleya. Dalsze lata przyniosły spotkanie z filozofią J. Royce’a, co zaowocowało wydaniem książki, oraz E. Hockinga, co z kolei skieruje go ku spirytualistycznemu i mistycznemu realizmowi. Zauważa się również w refleksji filozoficznej Marcela nawiązanie do „wielkiej tradycji sokratejsko-augustyńsko-pascalowskiej” oraz do duńskiego myśliciela S. Kierkegaarda. Ciekawe jest natomiast to, że choć wdawał się w dość żywą polemikę ze współczesnymi mu egzystencjalistami, jak Heidegger, Jaspers, czy szczególnie Sartre, to jego refleksja jest generalnie wolna od ich wpływów. „Nie ma miejsca w sartrowskim świecie myśli na wiarę, nadzieję czy miłość”. Marcel zainicjował współczesny mu egzystencjalizm i nie można temu zaprzeczyć, ponieważ M. Heidegger, K. Jaspers i J.P. Sartre opublikowali swoje dzieła później.
Ogólne przedstawienie zarzutów Marcela kierowanych pod adresem krytykowanych filozofii jest ważne dla właściwego zrozumienia refleksji filozofa nad fenomenem nadziei, którą będą warunkować tak istotne momenty jak m.in. doświadczenie, pojęcie relacji, transcendencji, bycia itd. Zrozumienie aparatu pojęciowego Marcela jest możliwe jedynie w kontekście omawianych przez niego kierunków myślowych.
Refleksja Marcela zrodziła się jako reakcja na dziewiętnastowieczne systemy idealistyczne. I tak dla idealizmu absolutnego rzeczywistość jest utożsamiona z myślą, która w ten sposób staje się pewnym absolutem. Nie istnieje nic, co by było w stosunku do niej transcendentne bądź przeciwstawne. Przeciwnie, to myśl jest wszystkiemu immanentna i stanowi podmiot, wieczną substancję w postaci myślącego „ja”. Tylko ta myśl jest absolutną prawdą skończoności. Również tylko w swojej prawdzie, wszystko to, co skończone, w ogóle jest. W tym momencie dochodzimy do sedna problemu. Owa myśl, „wchłaniając” skończoność, jako jej prawda, musi się z nią utożsamić, co całkowicie przekreśla możliwość transcendencji Absolutu, odrębność jednostkową rzeczy skończonych, a szczególnie ludzkiego doświadczenia. Myśl – Absolut, czyli Bóg, stanowi zatem sumę skończoności. Z kolei indywidualna osoba, wraz ze swoim doświadczeniem, zostaje umieszczona obok innych rzeczy skończonych i „wchłonięta” przez Absolut. Skoro absolutna prawda stanowi jedyną realną rzeczywistość, to wszystko to, co skończone staje w randze pozoru i iluzji. Rodzi się zatem pytanie o sposób, w jaki prawda może zawierać w sobie złudzenie. Jednocześnie można pójść w drugą stronę i podjąć dramatyczną próbę wyprowadzenia tego, co skończone, z tego, co nieskończone. Marcel wyklucza możliwość takiego przejścia, dostrzegając dwie niepokonalne przeszkody: ze strony nieskończoności jest to negacja istnienia skończoności, a ze strony skończoności jest to niemożliwość poznania nieskończoności. W przeciwieństwie do francuskiego myśliciela, takie próby podjęli B. Spinoza i G.W. Leibniz, lecz wyniki ich osiągnięć nie były zadowalająco uargumentowane. Z kolei J.G. Fichtemu udało się na pozór logicznie wyprowadzić „ja” skończone z nieskończonego, lecz nie potrafił wyjaśnić, dlaczego „ja” skończone jest takie, jakie jest. Doszedł więc do wniosku, że nie jesteśmy w stanie pomyśleć w sposób racjonalnie zadowalający związku pomiędzy Bogiem, jako tym, co nieskończone, a tym co skończone – szczególnie ludzkim bytem, a co za tym idzie, doświadczeniem. Może więc odpowiedzi na wszelkie rodzące się pytania dostarczy nam scjentyzm?
Filozofia scjentystyczna, zwłaszcza ta w wydaniu L. Brunschvicga, odrzuca myśl o wynikaniu kategorii z dialektycznego procesu, w które ujmujemy rzeczywistość. Léon Brunschvicg odrzucał idealistyczny racjonalizm oraz empiryzm na rzecz scjentyzmu. Znajduje to wyraz w jego poglądach, z których kilka jest, dla tej pracy, szczególnie interesujących. Mianowicie jedyną rzeczywistością, a co za tym idzie i jedyną prawdą, jest wyłącznie to, co podlega prawom naukowym i co może zostać zweryfikowane przez wiele umysłów. Takie rozumienie prawdy leży u podstaw wspólnoty międzyludzkiej, której sens oddaje właściwie rozumiana religia rozumu. Zależność jest tu ścisła. Postęp rozumu oznacza równolegle postęp w religii.
Harmonia gnozeologiczna jest także wzajemną miłością ludzi, miłością racjonalną, która jest właściwą religii racjonalnej
.
Ta racjonalna religia ma za swój przedmiot Boga, lecz nie osobowego, a przeciwnie – stanowiącego raczej jakiś abstrakcyjny ideał. Kulminacyjnym momentem scjentyzmu Brunschvicga jest postawienie alternatywy: wierzyć albo sprawdzać. Spotkanie z tą „alternatywą nie do przyjęcia”, znalazło się, jak wyznaje Marcel, u źródeł rozwoju całej jego myśli.

## Metodologia

### Metoda filozofowania
Stanisław Kowalczyk napisał, że „G. Marcel jest przeciwnikiem filozofii uprawianej akademicko, pojętej jako system, ustabilizowanej w swym charakterze”. Dlatego radykalnie sprzeciwiał się wszelkim „izmom”, systemom petryfikującym ludzką myśl i odchodzącym od rzeczywistości. Dokonał rozróżnienia na dwa typy filozofowania: statyczny i dynamiczny. Pierwszy typ określił jako „myśl pomyślaną”, co oznacza, systematyczną i abstrakcyjną filozofię, która trwa w przeżytych formułach. Dlatego opowiedział się za filozofią konkretną, „filozofią myśli myślącej”, która uwzględnia konkretne sytuacje człowieka, podejmuje zagadnienia integralnie związane z życiem ludzkim, i jedynie podprowadza do odpowiedzi, a nie daje gotowych i chwilowych rozwiązań.
„Filozofia konkretna” Marcela stała się w ten sposób filozofią ludzkiej egzystencji. Punktem wyjścia jego filozofii jest fundamentalny fakt ludzkiej egzystencji, ale nie pojęty przedmiotowo w ramach systemu, lecz jako świadome istnienie człowieka zaangażowanego w swe życie. W związku z tym analizował różne stany ludzkiej egzystencji w relacji do życia jak: wolność, wiarę, nadzieję, miłość, wierność, działanie itp. Centralnym przedmiotem zainteresowania filozofii uczynił osobę ludzką.
Filozofia Marcela odwołuje się do doświadczenia, które stanowi jej punkt wyjścia. Stanowi ono jedną z głównych kategorii filozoficznych, wiązanych przede wszystkim z empirystami brytyjskimi, lecz francuski filozof bronił się przed zawężaniem doświadczenia do percepcji zmysłowej. Miał raczej na myśli fenomenologiczny opis sytuacji umożliwiających człowiekowi kontakt ze światem. Zresztą sam powiedział:
W ten sposób uciekałem się stale do metody fenomenologicznej, nie zawdzięczając zresztą nic Husserlowi.
Takie pojmowanie doświadczenia miało wpływ na jego koncepcję człowieka. Marcel „określa go jako wędrowca – homo viator, ustawicznie zdążającego do pełni człowieczeństwa i partycypującego w trudach życia”. Opisuje relacyjny wymiar osoby ludzkiej.
„Drugi człowiek jest (…) tym, na którym ja powinienem się oprzeć, aby stawać się sobą. Drugi jest więc dla mnie darem, a nie – jak to jest u Sartre’a – zagrożeniem”.
Podkreśla wagę aktualnej sytuacji historycznej i socjalnej, która sprawia, że filozofia jest nieustannym procesem, różnym od „zamkniętych” schematów. To sprawia, że określa się jako „chrześcijański sokratyk”, który rozumie filozofię jako „myśl pytającą”. To określa charakter jego refleksji, która uciekając się do niemalże poetyckiego dyskursu, broniła się od określenia bytu jako idei, lecz podkreślała raczej sam akt i jego realność. Było to powodem wprowadzania przez niego istotnych rozróżnień, m.in. na istnienie i posiadanie, problem i tajemnicę, pomiędzy którymi zachodzą różnice nie tylko fenomenologiczne, ale również ontologiczne. Ignorowanie tych różnic może prowadzić do katastrofalnych skutków.
Zasadniczy sposób filozofowania Marcela stanowi tzw. „refleksja druga”, „refleksja drugiego stopnia”, „refleksja odzyskująca”, która wyraźnie odróżnia się od „refleksji pierwszej”. „Refleksja druga” jest właściwym narzędziem namysłu filozoficznego nad rzeczywistością. „Ona odzyskuje rzeczywistość, sens bycia, przywraca tajemnicy jej znaczenie”, napisał A. Latoń. Jest to typ poznania podmiotowego i bezpośredniego zjawisk realizujących się w bycie indywidualnego człowieka, jak i zjawisk zachodzących pomiędzy poszczególnymi ludźmi.
Wiara, nadzieja i miłość, jak również wolność, świadectwo, posiadają w interpretacji Gabriela Marcela wydźwięk ontyczny, zogniskowany na ludzkiej egzystencji. Stąd też stanowią czynnik rozwojowy człowieka, pogłębiają jego byt umożliwiając doświadczenie transcendencji włączonej, z samej natury, w samo centrum ludzkiej egzystencji.

### Literacki język dyskursu filozoficznego Gabriela Marcela
Myśl Gabriela Marcela jest trudna w odbiorze, gdyż odznacza się giętkością i subtelnością poruszając się wśród niełatwych zagadnień. Jego refleksję, mało precyzyjną pojęciowo, nie do końca dbającą o logiczną poprawność, można by nazwać wręcz filozofią literacką. Bliski jest mu poetycki rodzaj wyrazu, szczególnie dramat, poprzez który przedstawia scenę współczesnych mu doświadczeń życiowych. Sam autor twierdził, że w pewnych przypadkach pierwszeństwo należy dać „wizji dramatycznej”.
W dziełach Marcela jest widoczny wysiłek, by nie tworzyć neologizmów, lecz wykorzystać maksymalne bogactwo języka potocznego. Owocuje to nieraz wieloznacznością stosowanych terminów i pojęć. Marcel nie rezygnuje z tej pozornej wieloznaczności, gdyż oznacza ona nie tyle rezygnację z braku precyzji, lecz bardziej z bogactwa fenomenów, które stara się analizować. Marcel nie chce systematyzować doświadczenia ludzkiego za pomocą terminów technicznych. Zamiast tego ucieka się do języka metafory, przykładu i porównań. Uważa, że język filozofii klasycznej, z aparaturą pojęciową, przejętą głównie od Arystotelesa, nie nadawał się do adekwatnego ujęcia i wyrażenia bogactwa doświadczanej rzeczywistości wewnętrznej.
Dzieła Marcela nie mają charakteru dyskursu filozoficznego. Sam autor, wykorzystując bogatą szatę językową, nie starał się jednocześnie uzgadniać ze sobą znaczeń poszczególnych terminów. Jedynie Tajemnica bytu, jego późne i fundamentalne dzieło, stanowi wykład o charakterze częściowo dialektycznym i systematycznym. Marcel zastrzega jednak, że naraża to na „niebezpieczeństwo dosyć głębokiej zmiany charakteru samych prawd”, oraz w innym miejscu, że mimo tego
te pojęcia będą (…) wymagały w dalszym ciągu uściślenia i szczegółowego opracowania.
Dlatego też zrozumienie myśli chrześcijańskiego sokratyka opiera się na szczegółowej egzegezie jego tekstów, wraz z uwzględnieniem ich szerokiego kontekstu, jak chociażby sztuki teatralne autora.

## Pojęcia charakterystyczne dla filozofii nadziei Gabriela Marcela
Aby podjąć szczegółową analizę filozofii nadziei Gabriela Marcela, trzeba najpierw zapoznać się z kilkoma pojęciami, które stanowią klucz do zrozumienia nietypowego dyskursu filozoficznego. Marcel, podejmując problematykę nadziei w Homo viator, posługiwał się wątkami, które znane są jako rozróżnienia. Są to rozróżnienia między posiadaniem i istnieniem, problemem i tajemnicą, opinią i wiarą oraz ciekawością i niepokojem. Na zakończenie została poruszona kwestia roli próby w doświadczeniu procesu nadziei oraz problematyka bycia i jego odniesienie do transcendencji.

### Dialektyka istnienia i posiadania
„W gruncie rzeczy wszystko sprowadza się do różnicy między tym, co się ma, a tym, czym się jest”. Takie stwierdzenie Gabriela Marcela ma przybliżyć nam zagadnienie istnienia, ukazując jego swoistą dialektykę. Fenomen istnienia stara się ukazać poprzez fenomenologiczną analizę przeciwnego stanu – posiadania. Rozróżnienie to, „samo w sobie konieczne i ważne, pomiędzy mieć i być, pomiędzy tym, co się posiada, a tym, czym się jest”, zakorzenia się w centrum jego filozofii. To, co posiadamy podlega konkretnemu osądowi, pozwala się bardziej lub mniej obiektywnie określić, ująć w system pojęć. Istnienia w taki konkretny sposób nie jesteśmy w stanie określić. Jakakolwiek próba ujęcia istnienia w pojęcia już zmienia perspektywę i stawia istnienie w kategorii czegoś, co posiadamy. Nawet podejmując próbę charakteryzowania istnienia dokonujemy, nieuprawnionego w filozofii konkretu, abstrahowania od siebie jako takiego i usytuowaniu się na zewnątrz. Istnienie wymyka się próbie określenia, ale poprzez ukazanie jego dialektyki, jego jednostkowości i konkretności, można się zbliżyć do zrozumienia istnienia.
Posiadanie ujawnia się tam, gdzie mamy do czynienia z pewnym porządkiem, który pozwala na przeciwstawienie tego, co wewnątrz, temu, co na zewnątrz. To, co posiadamy jest w stosunku do nas zewnętrzne i stanowi byt od nas niezależny do pewnych granic, do pewnego stopnia. Dobrym przykładem jest myśl. Z jednej strony niezależna i zmienna, a z drugiej strony stanowiąca głęboko i integralnie o ludzkiej osobie. Posiadać można to, czym można rozporządzać, również w pewnych granicach. Posiadać zatem znaczy „posiadać dla siebie, zachować dla siebie, ukrywać”. Posiadanie wyraża się również w pragnieniach. Pragnąć to posiadać to, czego się nie ma. Pragnienie ukazuje sprzeczność, którą rodzi cierpienie. Gdy miejsce komunii wypełnia pragnienie posiadania i panowania, wtedy istnienie zostaje zdegradowane do sfery posiadania. „Współczesny człowiek jest opanowany manią posiadania, gdy tymczasem istotą ludzkiej egzystencji jest współistnienie oraz uczestnictwo”, zauważył Kowalczyk. Dzieje się tak, gdy człowiek posiada tylko rzeczy całkowicie zewnętrzne. Wynika z tego, że posiadanie jest tylko namiastką istnienia. Miejsce jakości zajmuje ilość, nieskończoności – skończoność. Tragizm posiadania ujawnia się w tragizmie grzechu, stopniowego staczania się w niebyt. Wolność człowieka polega na możliwości przekształcania swojego istnienia w posiadanie. Szczytem tego stanu jest samobójstwo. W nim w pełni traktujemy istnienie jako posiadanie.
Przechodzenie od posiadania do istnienia dokonuje się dzięki twórczości i miłości. Aktywność wobec rzeczy starających się nas ograniczyć sprawia, że posiadanie ulega sublimacji i zbliża się bardziej ku istnieniu. W miłości z kolei odkrywamy istnienie w kimś drugim.
„W istnieniu jesteśmy zatopieni bez reszty”, stwierdził Józef Tischner. Nasza myśl mówi o istnieniu, jest modalnością istnienia – ona może abstrahować od siebie jako od istnienia. Z istnieniem wiążą nas emocje, zbliżają nas do bytu, do istnienia. To wskazuje na złożoność obrazu. Stwierdzenie, że byt jest wcześniejszy od własności, to obraz uproszczony. „Człowiek” – napisał A. Latoń – „jednak posiada siebie, gdy daje siebie, gdyż z natury jest osobowym bytem relacyjnym”.

### Rozróżnienie na problem i tajemnicę
W ścisłym związku z rozróżnieniem, między istnieniem i posiadaniem, pozostaje drugie rozróżnienie, między problemem i tajemnicą. „Dystynkcja ta została trwale zasymilowana przez współczesną myśl filozoficzną”. Tajemnica leży na linii „być”, z kolei problem zjawia się na poziomie „mieć”. Sam termin „tajemnica” może wprowadzać w błąd. Termin ten nie oznacza tego, co niepoznawalne. „Do rzędu tajemnic należą pytania dotyczące: wolności, zła, istnienia Boga itp.”. Tego rozróżnienia domaga się metoda konkretnej filozofii Marcela.
Metoda tego rodzaju filozofowania sprowadza się nie tyle do wyjaśnienia jakiegoś problemu, ale zmierza do uczestnictwa w tajemnicy. „Coś, co się znajduje w sferze tajemnicy podważa bezwzględny prymat rozumu, pojętego jako myślenie operacyjno-kalkulacyjne”. „Tajemnica nie jest ograniczeniem rozumu, lecz znakiem jego otwarcia (…). Gdy rozum rozumie siebie, odkrywa, że jego natura urzeczywistnia się w wierze w przyświadczeniu tajemnicy”, napisał S. Wszołek. Marcel, dokonując wprowadzenia tego rozróżnienia we współczesną filozofię, ma na myśli szerszy kontekst, gdyż owo rozróżnienie kryje w sobie również krytykę pewnych koncepcji filozofowania.
Jakie zatem są charakterystyczne rysy problemu, a jakie tajemnicy? Próbę wyjaśnienia tego znamiennego dla współczesnej filozofii rozróżnienia odnaleźć można w Od sprzeciwu do wezwania. Problem jawi się jako coś zewnętrznego. W przeciwieństwie do tego tajemnica ma charakter wewnętrzny. „Tajemnica nie jest wytworem naszych umysłów (…) lecz sensem jeszcze nie zrozumianym do końca”. Cały problem znajduje się poza podmiotem, tymczasem tajemnica głęboko angażuje. Cały problem daje się ująć, streścić, usystematyzować w celu znalezienia ewentualnych rozwiązań. „Problem posiada charakter czysto teoretyczny, wyłącznie intelektualno-poznawczy, nie dotyczy bezpośrednio człowieka”. Z kolei traktowanie tajemnicy jako przedmiotu rozwiązania przysparza niemałe trudności, gdyż zatraca się w tajemnicy wyraźne rozróżnienie tego, co zewnętrzne, z tym, co wewnętrzne. Rozróżnienie tajemnicy i problemu ma podłoże nie tylko fenomenologiczne, lecz bardziej ontologiczne. Tajemnica to „problem”, który staje ponad sobą samym. Jest nią „tajemnica bycia, zwłaszcza naszego bycia w świecie”.

### Opinia i wiara jako dwa stopnie poznania
Dokładna analiza refleksji filozoficznej Gabriela Marcela wskazuje, że francuski filozof ukazywał opinię i wiarę jako dwa przeciwstawne zjawiska. Opinia odnosi się do tego, co nie zostało do końca poznane. Opinia pozwala na ukrycie swojej niewiedzy. Z natury jest powierzchowna i nie odnosi się do głębi rzeczywistości. Opinia pozwala na łatwe wyrażanie sądów, opinii, dotyczących osób lub rzeczy. Są one tym łatwiejsze, im mniejszy związek łączy człowieka z rzeczą. Opinia zawsze zakłada dystans i jest zewnętrzna. O tym, co mnie wewnętrznie dotyczy i angażuje, nie mogę mieć opinii. Zaangażowanie i opinia z natury się wykluczają.
Wiara stanowi przeciwieństwo opinii. Integralną częścią wiary jest osobiste zaangażowanie. Podmiot zaangażowany tkwi wewnątrz. Dlatego akt wiary mobilizuje, jest najbardziej osobisty. Wierzyć, to nie tyle coś komuś zawierzyć, ale to zawierzyć samego siebie. Marcel napisał, że „wiara wtedy jest najsilniejsza i najbardziej żywa, gdy angażuje całkowicie i bez reszty wszystkie możliwości naszego bytu”. Zawierzam siebie komuś, kto jest dla mnie wiarygodny, mimo to, moja wiara może zostać zawiedziona. Jedynie w odniesieniu do Boga jest to wiara niezawodna.
W rzeczywistości te dwie postawy nigdy nie są od siebie oddzielone. Mogą stanowić skrajności, lecz nigdy nie są od siebie odseparowane. Należy je pojmować integralnie, zawsze mniej lub bardziej, złączone ze sobą. Z natury wiara jednak przekracza opinię, gdy zakłada w sobie coś bezwarunkowego. Człowiek po części wierzy, a po części ma opinie. „Opinia” – skomentował A. Posiad – „nie angażuje człowieka, ale gdy kocha on, jest już zaangażowany”. Miłość toruje drogę wierze, to całkowite przystanie na byt, całkowite zawierzenie. Z kolei istota nastawiona egoistycznie, zapatrzona w siebie posiada tylko opinie i przekonania.

### Rola ciekawości i niepokoju w poznaniu filozoficznym
Ciekawość i niepokój to dwa pojęcia związane z poznaniem filozoficznym. Jest to kolejne, istotne dla filozofii Marcela, rozróżnienie. Przejście od ciekawości do niepokoju przebiega analogicznie do przejścia od problemu do tajemnicy.
Ciekawość jest postawą człowieka niezaangażowanego w przedmiot swojego zainteresowania. Ciekawość zakłada jedynie chęć lepszego poznania przedmiotu. Dzieje się to na płaszczyźnie pojęciowej i abstrakcyjnej, aby uniknąć powiązania ze swoją egzystencją. Przedmiot ciekawości leży zatem na linii problemu, jest całkowicie przede mną. Jest to poznanie statyczne.
Z kolei niepokój wkracza na poziom tajemnicy. Jest on nierozdzielnie związany z przedmiotem, który angażuje do tego stopnia, że zmienia to stosunek do przedmiotu. Już nie jest on zewnętrzny, całkowicie przede mną, lecz należy integralnie do mnie samego i do mojej struktury. Zaangażowanie w przedmiot sięga takiego stopnia, że staje się on częścią mojego „ja” i tajemnicy mojego istnienia. Sama tajemnica istnienia napełnia niepokojem. To sprawia, że niepokój zaczyna przerastać moje „ja” przez rodzące się pragnienie komunii, wspólnoty. Na gruncie niepokoju rozpoczyna się wszelkie metafizyczne poszukiwanie. Niepokój stanowi genezę wszelkiej refleksji. To on sprawia, że człowiek szuka sensu swojego istnienia, że reflektuje nad swoją ludzką kondycją oraz kondycją otaczającego go zewsząd świata. Niepokój sprawia, że stara się on znaleźć siebie w tym świecie w sposób bardzo dynamiczny, konkretny, a nie poprzez oderwane od konkretnego istnienia „systemy-schematy” świata.

### Rola próby w procesie nadziei
Pojęcie próby towarzyszy nieustannie refleksji filozoficznej Gabriela Marcela. Próba odgrywa kluczową rolę w doświadczeniu procesu nadziei. „Nadzieja mieści się dokładnie w ramach próby i nie tylko się z nią łączy, lecz stanowi prawdziwą odpowiedź bytu na tę próbę”, stwierdził Marcel. Idea próby wiąże się z poddawaniem czegoś próbie czasu. Jej celem jest przede wszystkim stwierdzenie realności poddanego próbie przedmiotu. Czas odsłania wartość tego, co zostało poddane próbie. Próba, według Marcela, dotyczy „ja”, a nie kogoś innego. Prowadzi do napięcia między tym, co realne i teraźniejsze, a tym, co tylko wyobrażone. Efektem próby jest jakiś sąd, który stanowi punkt wyjścia, czy to dla rozpoczęcia procesu nadziei, czy też do popadnięcia w pokusę rozpaczy. W horyzoncie próby istotne jest poczucie wolności. Sąd wygłoszony przez „ja”, w sytuacji próby, nie determinuje sposobu rozwiązania sytuacji. Można obrać postawę trwania w sytuacji próby lub dążyć do wybawienia. Próba stanowi wyzwanie. „Gdy mnie czeka próba – napisał Marcel – to znaczy coś, co wydaje mi się na pierwszy rzut oka nie do przeżycia”. Próba stanowi więc pewną granicę, którą stanowi to, co jest. Próba nie wybiega w przyszłość i nie stanowi o jej przebiegu. Sytuacja próby rodzi potrzebę wyzwolenia z niewoli, które może się dokonać, pod pewnymi warunkami, w procesie nadziei.

### Wymóg transcendencji jako pragnienie przekraczania siebie
Jednym z kluczowych pojęć w refleksji filozoficznej Gabriela Marcela jest transcendencja, transcendowanie. Wymóg transcendencji, jak stwierdził Marcel, stanowił nić przewodnią jego poszukiwań. „Na czym właściwie polega (…) wymóg transcendencji?” – zapytał Marcel na kartach Tajemnicy bytu. Wymóg transcendencji uzyskuje swoje najbardziej fundamentalne znaczenie jako brak satysfakcji. Doświadcza się go jako niezadowolenie. W człowieku istnieje ambicja, aby przekraczać to, co zastane. Ale nie każde zaspokajanie aspiracji jest transcendowaniem. Aspiracja do powiększenia swojego stanu majątkowego jest czysto zewnętrzna. Transcendowanie dotyka płaszczyzny wewnętrznej. Stanowi odpowiedź na pochodzący z wnętrza apel, który mówi: „możesz się zmienić, możesz stać się innym, przeobrazić”. Dlatego dla człowieka charakterystyczne nie jest sum, ale sursum. Wymóg transcendencji domaga się pewnej twórczości, ale Marcel zaznaczył, że „tworzenie nie zależy ode mnie, nawet jeżeli pragnę twórczości”. Twórczość jest wynikiem relacji z Transcendensem. Marcel „przyjmuje możliwość prawomocnego doświadczenia Transcendensu”. Wiąże się to ze specyficznym dla Marcela, pojęciem doświadczenia. Jest ono nie tyle wchodzeniem w siebie, ile bardziej wychodzeniem z siebie. Dlatego, dla Marcela, egzystencję stanowi w pierwszym rzędzie sam podmiot. Wymóg transcendencji nie może być rozumiany jako potrzeba przekraczania doświadczenia, ponieważ poza doświadczeniem nic nie istnieje. Wymóg transcendencji jest tak ukierunkowany przez myśl Marcela, by doświadczyć tego, co transcendentne i stanowić z nim jedno. Takie rozumienie transcendencji może się wydawać z pozoru paradoksalne. Dlatego Marcel wyróżnił trzy możliwości użycia słowa transcendowanie, które wiążą się z zerwaniem dotychczasowego szablonu. Potrzeba, zdaniem Marcela, „rehabilitacji kantowskiej rzeczy samej w sobie, (…) rehabilitacji idei receptywności [oraz] (…) rehabilitacji twórczej wyobraźni”. Tak rozumiana transcendencja nie jest rzeczywistością znajdującą się całkowicie poza. W ten sposób podlega doświadczeniu. Transcendencja przekracza, ale i obejmuje podmiot. Wymóg transcendencji jest gwarantem tego, co niezniszczalne. Zawsze pozostaje pewnym, ponad które nie podlega żadnej rachubie, które obejmuje, ale którego nie można objąć. Najbardziej można go doświadczyć w procesie nadziei.

### Wymóg ontologiczny jako postawa pragnienia bycia
„Nie prosiłem, żeby się urodzić, i jakim prawem zmusza się mnie do istnienia” – w tym pytaniu Gabriel Marcel zawarł istotę współczesnego nihilizmu. Pokusa nihilizmu towarzyszy człowiekowi konfrontującemu się nieustannie ze zdradą, próbą i znikomością istnienia. Dlatego nihilizm często znajduje swój wyraz w postawie skrajnego pesymizmu. „Niczego nie ma”, tak brzmi, według Marcela, główna teza nihilizmu. To stwierdzenie ma charakter aksjologiczny. Określa w sposób skrajny wartość istnienia. To postawa całkowitego braku satysfakcji z faktu egzystencji. Marcel przeciwstawia tej postawie postawę pragnienia bycia lub dokładniej wymogu ontologicznego. Wymóg ontologiczny „jest pragnieniem sensu i prawdy dla ludzkiej egzystencji w świecie”. To pragnienie rzeczywistości nasyconej wartościami. Tak rozumiana rzeczywistość domaga się również uczestnictwa, a nie tylko dokonanego z dystansu poznania. Wymóg ontologiczny przeciwstawia nihilistycznej pustce rzeczywistości pewną pełnię, przejawiającą się w takich aktach jak, między innymi: szczęście, miłość i natchnienie. Pełnia rzeczywistości jest nieobojętna na wartości umożliwiając spełnienie oczekiwań. To oczekiwanie na spełnienie jednak nie wybiega w przyszłość. Polega ono raczej na kontemplacji teraźniejszości i uzyskaniu z nią więzi. Wymóg ontologiczny wiąże się z doświadczeniem miłości. „Dlatego wymóg ontologiczny to (…) wymóg absolutnej, ale nieodłącznej od prawdy miłości ponad wszelkimi możliwymi zdradami i ponad śmiercią” napisał K. Tarnowski. Pełnię charakteryzuje to, co niezniszczalne, wieczne i trwałe. Profetyczna pewność nieśmiertelności, którą Marcel ujął w stwierdzeniu „ty nie umrzesz”, stanowi sam rdzeń nadziei.
Gabriel Marcel napisał, że: „gdy w fudze pojawia się nowy głos (…) nie można się zadowolić stwierdzeniem, że przyłącza się on do istniejących już wcześniej głosów; przekształca on w pewnym sensie koloryt całości”. To porównanie odnosi do swoich rozważań i metody przywoływania metafor. Myśl Marcela niezwykle subtelnie wystrzega się pułapek werbalizmu i abstrakcyjnych porównań. Specyficzny dla siebie dyskurs buduje Marcel w oparciu o żmudnie precyzowane metafory i sytuacje będące podstawą doświadczenia, tak sytuacji próby, jak i procesu nadziei. To właśnie doświadczenie, „w najwyższym stopniu nasycenia”, stanie się punktem wyjścia dla szerokiego i wielowątkowego rozważania o wierze, nadziei i miłości.

## Publikacje
- Marcel G., Być i mieć, tłum. P. Lubicz, Warszawa 1962.
- Marcel G., Dziennik metafizyczny, tłum. E. Wende, Warszawa 1987.
- Marcel G., Homo viator. Wstęp do metafizyki nadziei, tłum. P. Lubicz, Warszawa 1984.
- Marcel G., Od sprzeciwu do wezwania, tłum. S. Łowicki, Warszawa 1965.
- Marcel G., Tajemnica bytu, tłum. M. Frankiewicz, Kraków 1995.
- Marcel G., Testament filozoficzny, Znak 26 (1974), z. 7-8, s. 978-988.

## Literatura
- DEC I., Dwie antropologie. Tomaszowa a Marcelowa teoria człowieka, Wrocław 1995.
- DEC I., Filozofia miłości w ujęciu Gabriela Marcela, Wrocław 1996.
- DEC I., Komunia „ja-ty” w ujęciu Gabriela Marcela, CS 13 (1981), S. 289-311.
- DEC I., Gabriel Marcel – filozof cnót teologicznych, PP 101 (1984), nr 7-8, s. 123-131.
- KOSSAK J., Egzystencjalizm w filozofii i literaturze, Książka i Wiedza 1971, s. 129-221
- kowalczyk S., Charakter teizmu Gabriela Marcela, RF 20 (1972), z. 1, s. 37-48.
- Kowalczyk S., Marcel: Człowiek we wspólnocie miłości i wiary, w: TENŻE, Człowiek w myśli współczesnej. Filozofia współczesna o człowieku, Warszawa 1990, s. 356-376.
- Kowalczyk S., Drogi ku Bogu, Wrocław 1983.
- Kowalczyk S., Wieki o Bogu. Od presokratyków do teologii procesu, Wrocław 1986.
- Kowalczyk S., Bóg w myśli współczesnej. Problematyka Boga i religii u czołowych filozofów współczesnych, Wrocław 1979.
- Latoń A., Fenomenologia i metafizyka nadziei w świetle myśli filozoficznej G. Marcela, KST 3 (2004), s. 79-91.
- Latoń A., Rozbity świat według Gabriela Marcela, KST 1 (2002), s. 201-212.
- Lubańska S., Pascal i Kierkegaard – filozofowie rozpaczy i wiary, Kraków 2001.
- Milbrandt M., Filozofia egzystencjalna Gabriela Marcela, PF 43 (1947), z. 1-4, s. 137-147.
- Panek M., Epistemologiczne podstawy filozofii Gabriela Marcela, SPCh 35 (1999), nr 2, s. 198-203.
- Panasiuk L., Od filozofii rozpaczy do filozofii nadziei, WDr 4 (1976), nr 2, s. 17-26.
- Strapko I., Apologia nadziei w filozofii i pedagogice Józefa Tischnera, Kraków 2004.
- Tarnowski K., Bycie i transcendencja – Lévinas i Marcel, ACr 20 (1988), s. 133-147; toż w: TENŻE, Bóg fenomenologów, Tarnów 2000, s. 191-212.
- Tarnowski K., Gabriel Marcel, filozof próby, w: G. MARCEL, Tajemnica bytu, Kraków 1995, s. 9-22.
- Tarnowski K., Gabriel Marcel i perspektywy filozofii religii, w: TENŻE, Bóg fenomenologów, Tarnów 2000, s. 167-189.
- Tarnowski K., Filozofia transcendencji Gabriela Marcela, w: TENŻE, Bóg fenomenologów, Tarnów 2000, s. 125-166.
- Tarnowski K., Ku absolutnej ucieczce. Bóg i wiara w filozofii Gabriela Marcela, Kraków 1993.
- Tarnowski K., Gabriel Marcel (1889-1973), w: B. SKARGA (red.), Przewodnik po literaturze filozoficznej XX wieku, t. II, Warszawa 1994, s. 321-330.
- Tischner J., Gabriel Marcel, w: TENŻE, Myślenie według wartości, Kraków 2000, s. 154-165.
- Winowska M., Gabriel Marcel, czyli na tropach chrześcijańskiego egzystencjalizmu, RF 1 (1948), z. 1, s. 164-190.